# Вогняні дороги
«Вогняні дороги» (узб. «Olovli yo'llar») — радянський багатосерійний художній телевізійний фільм 1977—1984 років в жанрі кінороману. Режисер — Шухрат Аббасов, виробництво «Узбекфільм».

## Сюжет
Кінороман розповідає про життя і трагічну долю знаменитого узбецького поета, драматурга, композитора, революціонера і громадського діяча Хамзи Хакімзаде Ніязі. В основі сюжету — роман Каміля Яшена «Хамза» і повість Любові Воронкової «Несамовитий Хамза». У фільмі використані вірші та мелодії Хамзи.
- Фільм 1 (1-4 серії). «Серце поета» (1978)
- Фільм 2 (5-8 серії). «У пошуках істини» (1979)
- Фільм 3 (9-12 серії). «Співак революції» (1982)
- Фільм 4 (13-14 серії). «Туркестан, який бореться» (1984)
- Фільм 5 (15-17 серії). «Моя республіка» (1984)

## У ролях
- Ульмас Аліходжаєв —  Хамза Хакімзаде Ніязі  (озвучування — Сергій Малишевський)
- Набі Рахімов —  Ібн-Ямін, батько Хамзи
- Лола Бадалова (Фільм 1) —  мати Хамзи
- Аїда Юнусова —  Ачахон, сестра Хамзи
- Бахтійор Іхтіяр (Фільм 2) —  Юсупджан, дядько Хамзи  (озвучування —  Юрій Саранцев)
- Пулат Саїдкасимов —  Завкі, поет-демократ, вчитель і наставник Хамзи
- Якуб Ахмедов —  шейх Ісмаїл-Ходжа
- Абдульхайр Касимов —  Ахмадбай, багатий торговець
- Ділором Камбарова (Фільм 1) —  Зубейда, дочка Ахмадбая
- Тамара Шакірова —  Юлдузхон, дружина Ахмадбая  (озвучування —  Наталія Гвоздікова)
- Баходир Юлдашев —  Алчінбек Назір, друг Хамзи, другий чоловік Юлдузхон  (озвучування —  Олександр Бєлявський)
- Бімболат Ватаєв —  Садикджан Саліхбаев, заможний купець Коканда
- Раззак Хамраєв —  шейх Хазрат, голова духовенства Коканда
- Джавлон Хамраєв —  Маткауль, слуга і охоронець шейха хазрата  (озвучування — Костянтин Тиртов)
- Ігор Дмитрієв —  Віктор Мединський, повітовий начальник поліції Коканда
- Данута Столярська —  Марія Мединська, дружина Віктора Мединського
- Юрій Дубровін —  Микола Григорович, офіцер (капітан поліції)
- Юрій Гусєв —  Степан Соколов
- Сергій Яковлєв —  російський лікар
- Віталій Леонов —  шпик
- Шавкат Абдусаламов —  Умід Абдусаламов
- Мурад Раджабов —  Гафур
- Максуд Мансуров —  Хідоят
- Тимофій Співак —  Річардсон, керівник британської розвідки в Індії і Туркестані
- Батир Закіров (Фільм 3) —  Рабіндранат Тагор
- Шухрат Іргашев (Фільми 3, 5) —  член редколегії журналу «Кінгаш»
- Всеволод Сафонов (Фільм 3, 5) —  товариш Андрій
- Микола Бармін (Фільм 3) —  Баршин, керівник підпілля Одеси
- Отар Коберідзе (Фільм 3) —  Дюндар, багатий турок
- Тамара Яндієва (Фільм 3) —  Рабія, наложниця Дюндара
- Віктор Саїтов (Фільм 4) —  М. В. Фрунзе
- Лев Пригунов (Фільм 4) —  Д. А. Фурманов (роль озвучував інший актор)
- Расім Балаєв (Фільм 4) —  Емір Бухарський
- Галина Федотова (Фільми 1-2) —  Ксенія
- Наталія Варлей (Фільми 4-5) —  Марія Кузнецова, актриса в театрі Хамзи
- Санат Діванов —  Файзулла Ходжаєв
- Алімжан Ташкенбаєв —  Юлдаш Ахунбабаєв
- Раджаб Адашев —  бай
- Генріх Осташевський —  Антон Петрович, начальник поліції Одеси
- Гані Агзамов —  мулла
- Закір Мухамеджанов (Фільм 5) —  Шавкат, письменник
- Клара Джалілова — одна з дружин Садикджан-бая

## Знімальна група
- Режисер-постановник — Шухрат Аббасов
- Режисер — Джамшид Абідов
- Автори сценарію — Каміль Яшен, Борис Привалов, Шухрат Аббасов
- Головний оператор — Трайко Ефтимовський
- Оператор — Абдурахім Ісмаїлов
- Композитор — Руміл Вільданов
- Звукооператори — Джалал Ахмедов, Ізраїль Аркашевський
- Головний художник — Анатолій Шибаєв
- Художник — Нізом Нурітдінов